# Bohdan Slyubyk
Bohdan Slyoubyk (en ukrainien : Богдан Іванович Слюбик), né le 11 février 2004 à Ushkovychi en Ukraine, est un footballeur ukrainien qui évolue au poste de défenseur central au Rukh Lviv.

## Biographie

### En club
Né à Ushkovychi en Ukraine, Bohdan Slyubyk est notamment formé par le Rukh Lviv, où il commence sa carrière professionnelle. Il joue son premier match en professionnel le 9 octobre 2022, lors d'une rencontre de première division ukrainienne face au Dynamo Kiev. Il entre en jeu et son équipe est battue par trois buts à zéro.
Il s'impose comme un joueur régulier de l'équipe première à partir de la saison 2022-2023, au sein d'une équipe qui lutte pour son maintien. Ses performances attirent l'intérêt de plusieurs clubs étrangers en 2023, alors que le Rukh Lviv mise beaucoup sur lui.

### En sélection
Bohdan Slyubyk commence par représenter l'équipe d'Ukraine des moins de 16 ans, jouant un total de quatre matchs avec cette sélection, entre 2019 et 2020.
Le 8 septembre 2023, Slyubyk joue son premier match avec l'équipe d'Ukraine espoirs contre l'Allemagne. Il entre en jeu à la place d'Arseniy Batahov et son équipe est battue par deux buts à zéro.